# Göteborgs hospital

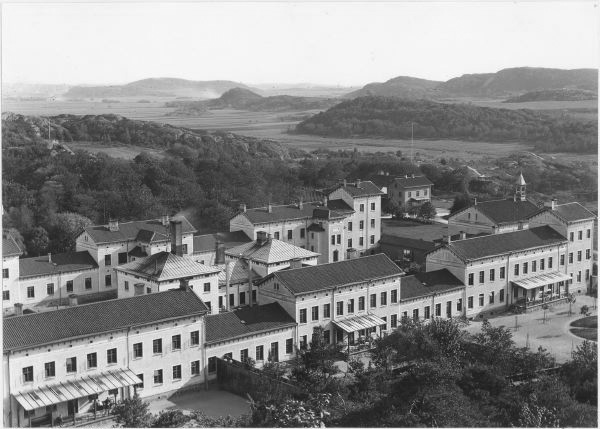
S:t Jörgens sjukhus. Foto från 1901.

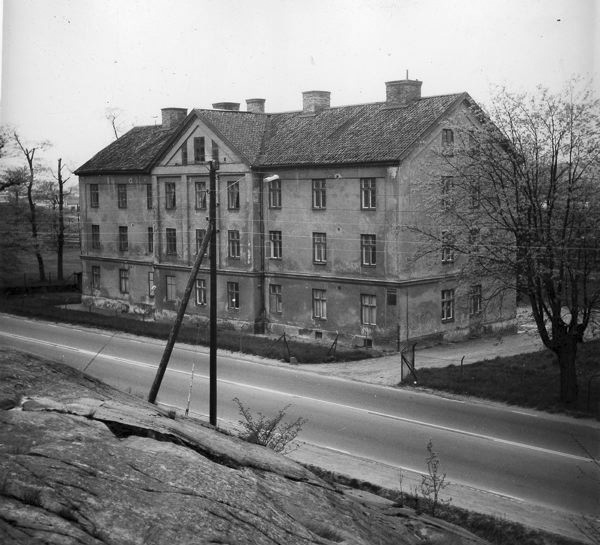
Göteborgs gamla hospitals byggnad vid Gamlestadsvägen. Foto 1962.

Göteborgs hospital, även S:t Jörgens sjukhus, var ett sjukhus på Hisingen i Göteborg, som öppnade 1872 och byggdes i slutet av 1860-talet vid Hökällan, på gården Storehagens ägor på Hisingen. Riksdagen hade beviljat finansiering av sjukhuset, och ritningarna gjordes av stadsarkitekten Victor von Gegerfelt. År 1909 och 1911 utvidgades sjukhuset genom byggandet av nya paviljonger. S:t Jörgens sjukhus firade 100 år den 26 oktober 1972. Sankt Jörgen är ett annat namn för Sankt Göran.

## Historia
Det första kända sjukhuset var Sancti Jörghens Hospital i Gamla Lödöse, omnämnt första gången i hävderna 1286 då Håfrid Sigtryggsdotter i sitt testamente skänkte det en mark silver. Då dominikanerklostret i Lödöse anlades 1243, bör hospitalet ha existerat en längre tid före 1286 och det kan inte uteslutas att klostret och hospitalet anlades ungefär samtidigt. Enligt gammal tradition skall sjukhuset ha legat vid bäcken vid Spitalbergets fot, norr om Lödöse stad. En annan uppfattning har varit att det skulle ha legat på tegelkullen, söder om staden. Men vid utgrävningar har man grävt fram en imponerande, stenlagd gata i riktning norrut mot bäckområdet vid Spitalberget. Genom senare forskning kan man med stor säkerhet lokalisera hospitalet till platsen väster om bäcken och bäckravinen vid foten av Spitalberget.
Troligen var Sancti Jörghens Hospital ett renodlat spetälskesjukhus, men omvandlades till ett Helgeandshus, alltså även avsett för vård av fattiga, sjuka, ålderstigna och "av psykisk orsak ej arbetsföra." Under medeltiden fanns det 15 Helgeandssjukhus i Sverige och 7 i Skånelandskapen. Kyrkan stod för ledningen av hospitalet, och majoriteten av föreståndarna var präster. I S:t Peders kyrka i nuvarande Lödöse, finns en gravsten som översatt har följande inskrift: "Herrens år 1349, på torsdagen före Alla Helgons Dag dog Alfhild, hustru till Simon hospitalsföreståndaren". En Johannes Algutzon Dagherus uppges 1335 som föreståndare, och en annan föreståndare var Kaetill Karlsson som finns omnämnd 1402, 1405 och 1434. År 1432 förekommer herr Stephan i Spitalen som föreståndare. Andra föreståndare var "herr Jöns i Spitalen" och 1477 en "her Lauritz Pson" som i ett brev kallade sig för "forstander till Sancti Jörghens Hospitall". Den kände styresmannen Erik Symonis var den sista föreståndaren, och man har en brevväxling mellan honom och dekanen i Skara från 1517.
Gustav Vasa förordade 1528 i ett brev att hospitalet skulle flyttas till Gråbrödraklostret i Nya Lödöse. Munkarna där fördrevs och hänvisades till "annor Clöster ty Clöster finnas mång, men thå få brödher". Efter reformationen 1527 hamnade hospitalen under statens uppsikt och Gustaf Vasa passade på att dra in en del av inkomsterna till Kronan. År 1540 fick kungen reda på att bland annat Nylöse Hospitals fattiga inte utspisades ordentligt. Han tillförde då hospitalet ytterligare förläningar och lägger exempelvis Skräppekärr som mulbete under hospitalet. Betydligt längre fram fick Nylöse hospital ränteinkomster som 1591 uppgick till 72 tunnor spannmål årligen. Då hospitalet nu var flyttat ned till Nya Lödöse, kom det att ligga på mark som emellanåt berördes av krigen mellan Sverige och Danmark. Nya Lödöse nedbrändes 1612 av svenskarna på order av Gustaf II Adolf då danskarna belägrade Älvsborgs slott. Men 1624 var både hospitalet och dess kyrka återställda, och 1627 tycks allt vara återuppbyggt då hospitalet invigdes av superintendent Sylvester Phrygius. Arton år senare skövlades hospitalet och dess förfallna kyrka på nytt av danskarna under det så kallade Hannibalsfejden den 3 augusti 1645. Det finns antecknat att "omkring 18 lytta och vansinniga gubbar" slogs ihjäl vid tillfället.
Därefter följde Göteborgs hospital vid nuvarande Gamlestadsmotet, till den 4 november 1872 då det flyttade in i den dalgång på Hisingen, då S:t Jörgens sjukhus bildades.
S:t Jörgens sjukhus drevs av Bohuslandstinget fram till 1992 då verksamheten flyttades till Mölndals sjukhus och till Kungälvs sjukhus. Efter detta har större delen av byggnaderna rivits för att ge plats åt bostäder och annan verksamhet.

## Begravningsplatsen

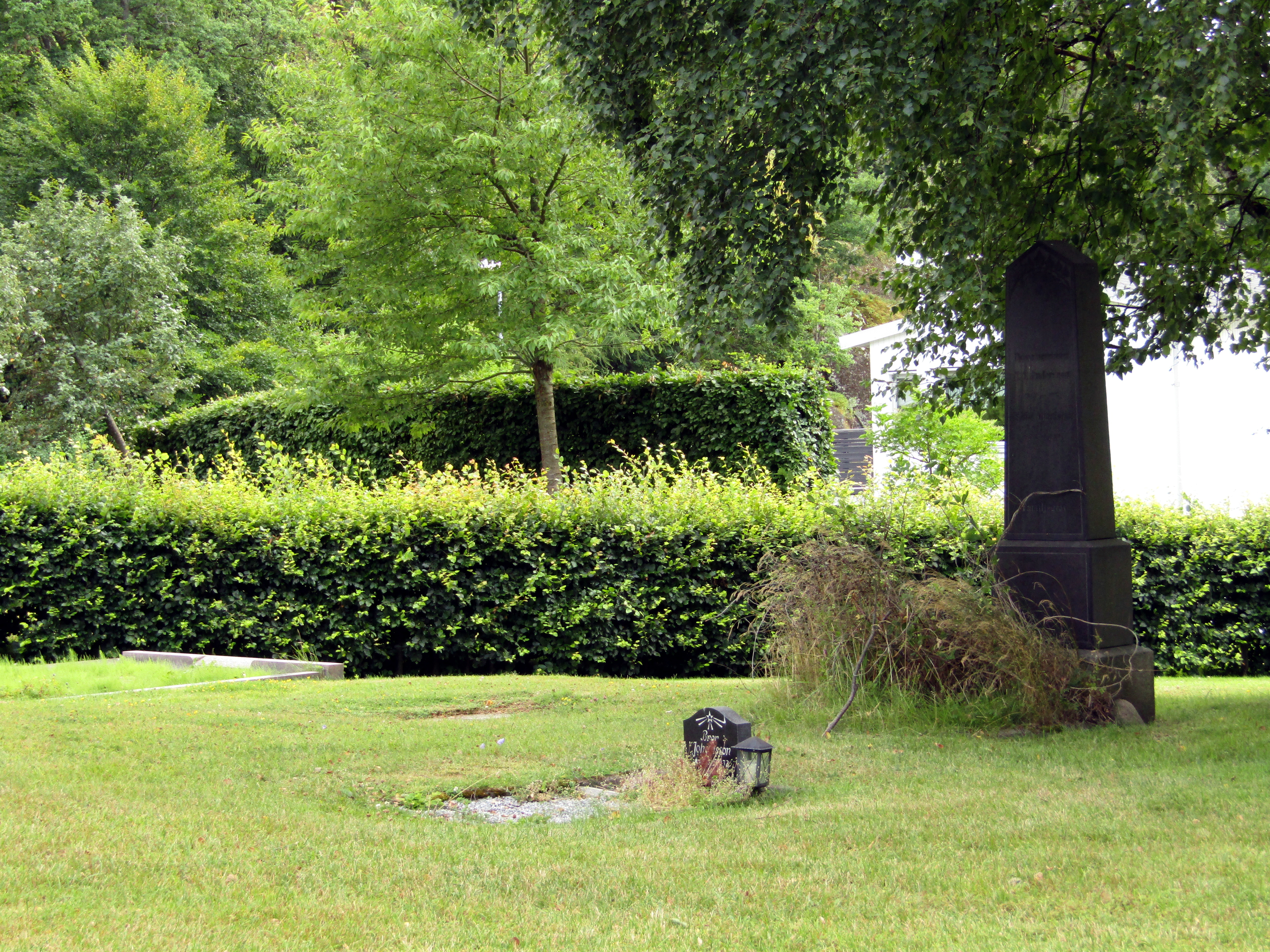
Hospitalets kyrkogård med ett fåtal gravstenar ligger numera mitt i ett bostadsområde.

S:t Jörgens begravningsplats invigdes 1889 och användes för bland annat patienter och läkare. Den omges av ett lågt trästaket.